# Марка печатающего автомата

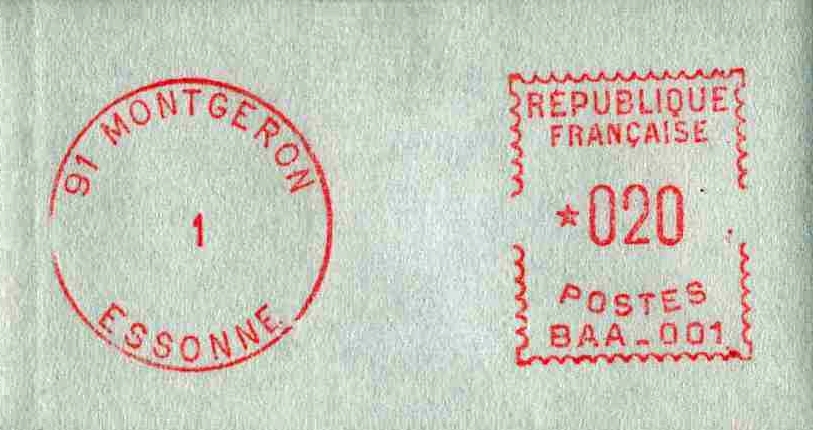
Первая в мире автоматная марка. Франция, 1969

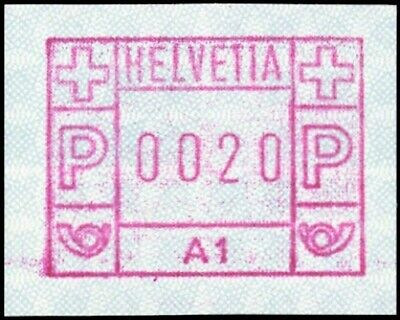
Первая в мире массовая автоматная марка. Швейцария, 1976

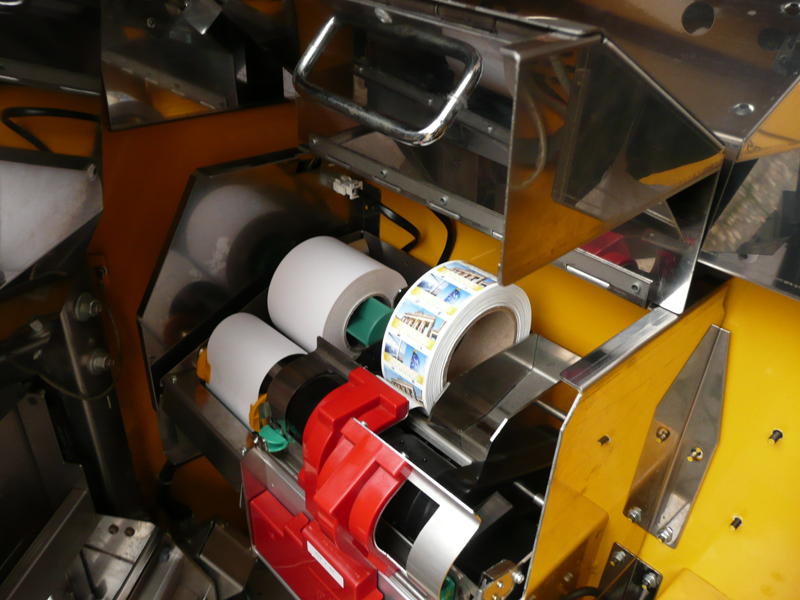
Внутри автомата по продаже марок печатающих автоматов видны марки, на которых номинал ещё не напечатан

Ма́рки печа́тающих автома́тов, или МПА ма́рки, или автома́тные ма́рки, или АТМ ма́рки (англ. variable value stamp, computer vended postage stamp; нем. Automatenmarke) — гуммированные или самоклеящиеся почтовые марки общего рисунка, выдаваемые почтовым автоматом (подобным банкомату) и имеющие номинал, который печатается по выбору клиента во время продажи марки автоматом.
Автоматные марки являются универсальными марками, почта не различает стандартные, коммеморативные и автоматные марки, все три вида марок:
- гасятся календарными штемпелями;
- выполняют одну и ту же функцию, то есть могут быть использованы в любое время в любом месте страны[2];
- возможна смешанная франкировка в любых сочетаниях.

## Описание
Номинал на марках печатающего автомата может быть самым разным либо может выбираться из фиксированного списка почтовых тарифов. Марки и автоматы обычно предназначены для использования в торговых точках или в почтовых отделениях. Поскольку от марки к марке меняется только сумма почтового сбора, такие знаки почтовой оплаты в чём-то аналогичны маркам колониального типа. Они также близки к франкотипам, производимым посредством франкировальных машин.

## Терминология
По мере развития этой концепции в мире использовалось множество разных наименований для этих видов почтовых знаков, в частности:
- нем. Automatenmarken[3] — «автоматные марки» (Германия);
- англ. ATM stamps[4] — «автоматные марки» (США);
- англ. Autopost stamps[4] (США);
- англ. Frama labels — наклейки «Фрама» (Европа);
- англ. machine labels — «автоматные наклейки» (в каталогах «Стэнли Гиббонс»);
- англ. Postage labels[1] — «почтовые наклейки»;
- фр. Timbres de distributeurs[1] — «марки дистрибьюторов».

В англоязычной литературе для подобных знаков почтовой оплаты используется обобщающий термин «variable value stamps» — «марки меняющегося номинала».

## История
За все годы с подобными системами много экспериментировали, но ни один из таких экспериментов не был по-настоящему успешен до появления современной сложной технологии компьютерной печати. Развитие франкотипа, выполняющего аналогичную функцию в коммерческих и иных организациях, также способствовало развитию этой технологии.
Первый патент на автомат, выдающий меняющиеся суммы почтового сбора, получил Карл Буше (Carl Bushe) в 1884 году. В 1900 году автомат Кристиана Кара (Christian Kahr) был испытан в Осло. Подобные автоматы вскоре после этого испытывались в Австралии, Новой Зеландии и США.

## Наклейки «Фрама»
Швейцарская компания «Фрама» (Frama) произвела особый тип узорчатой бумаги, пригодной для продажи автоматом и электронной печати, которую можно было использовать для создания неограниченного числа различных рисунков марок. Британское почтовое ведомство применяло эту бумагу в порядке эксперимента в торговых автоматах в 1984—1985 годах, но эксперимент не был признан успешным. Наклейки «Фрама» также были внедрены в Швейцарии в 1976 году. Наклейки «Фрама» отличает то, что весь рисунок полностью печатается в один проход на специальной бумаге, в том числе и номинал, в отличие от случаев, когда на заранее напечатанной марке впечатывается только номинал.

## Автоматные марки и Autopost
Почтовая служба США экспериментировала с подобными марками в 1989—1990 годах. Эти эксперименты также не увенчались успехом. Почтовой службе США принадлежит патент на создание самоклеящейся почтовой марки, продающейся торговыми автоматами («ATM dispensable self-adhesive postage stamp construction»).

## Коллекционирование

Смешанная франкировка. Прошедший почту конверт с марками Норвегии: первой автоматной(Mi #1), стандартной(Mi #766) и коммеморативной(Mi #802)

Коллекционеров, специализирующихся в коллекционировании марок печатающих автоматов, объединяет международная Группа по изучению и коллекционированию марок печатающих автоматов (Variable Value Stamps Study and Collecting Group, акроним — ATEEME).